# (5604) 1992 FE
Az (5604) 1992 FE egy földközeli kisbolygó. Robert H. McNaught fedezte fel 1992. március 26-án.